# Kaffe (zespół muzyczny)
Kaffe (bułg. Каффе), wcześniej występujący pod nazwą Badu (bułg. Баду) – bułgarski zespół muzyczny, wykonujący muzykę jazzową, działający w latach 1999–2006. 

## Historia zespołu
Zespół został założony w 1999 pod nazwą Badu, ale po jakimś czasie został zawieszony. W 2001 muzycy stworzyli nową grupę, pod nazwą Kaffe. W 2002 do składu zespołu dołączył wokalista Orlin Pawłow, z którym w następnym roku muzycy nagrali i wydali album pt. Alone oraz zajęli trzecie miejsce na festiwalu Cerbul de Aur w Braszowie. W 2004 zdobyli tytuł zespołu roku.
W 2005 roku zwyciężyli z utworem „Lorraine” w finale krajowych eliminacji, dzięki czemu zostali ogłoszeni reprezentantami Bułgarii w 50. Konkursu Piosenki Eurowizji w Kijowie. Jeszcze w trakcie koncertu finałowego zarzucono organizatorom manipulację wyników głosowania na korzyść Kaffe. Przed występem na Eurowizji zespół odbył minitrasę promocyjną po Europie, a 19 maja zajął 19. miejsce w finale konkursu.
W 2006 muzycy zawiesili działalność zespołu i skupili się na działalności solowej.

## Skład
Poniższy spis uwzględnia skład zespołu.

### Ostatni skład
- Orlin Pawłow – śpiew
- Georgi Janew – gitara
- Milen Kukoszarow – instrumenty klawiszowe
- Waleri Cenkow – perkusja
- Martin Taszew – trąbka
- Weselin „Eko” Weselinow – gitara basowa

### Byli członkowie
- Wenczisław Markow
- Welisław Stojanow

## Dyskografia

### Albumy studyjne
- Alone (2003)